# Conjunt d'habitatges al carrer Gurb, 71-73 (Vic)
El Conjunt d'habitatges al carrer Gurb, 71-73 és una obra de Vic (Osona) inclosa a l'Inventari del Patrimoni Arquitectònic de Catalunya.

## Descripció
Edificis civils. Cases entre mitgeres que consten de planta baixa i dos pisos. Són de planta rectangular i cobertes a dues vessants, els ràfecs, independents, estan resolts a manera de cornisa.
El conjunt és fruit de la unió de dues cases, per això no es pot parlar d'eixos de composició unitaris.
A la planta hi ha dos amplis portals d'arc escarser i un de petit, l'escala de veïns, al centre. Els brancals i llindes de les obertures principals són de pedra, així com les llosanes dels balcons.
La façana corresponent amb el núm. 73 és estucada i les baranes són de balcó de forja. La núm. 75 és arrebossada, amb baranes de ferro simples. Els baixos estan convertits en garatge.

## Història
L'antic camí de Gurb sorgí com la prolongació del carrer de les Neus vers el segle xii i on s'anaren transformant les masies i edificacions en cases entre mitgeres que seguien el traçat natural del camí. Al segle xv es construí l'església gòtica dels Carmelitans prop de l'actual carrer Arquebisbe Alemany, enderrocada el 1655 en convertir-se la ciutat en plaça fortificada contra els francesos durant la guerra dels Segadors. Als segles XVII-XVIII es construí l'actual convent i l'església dels Carmelitans calçats. Al segle xviii la ciutat experimenta un fort creixement i aquests carrers itinerants es renoven formant part de l'Eixample Morató. Al segle xix, amb la urbanització de l'Horta d'en Xandri entre el carrer Gurb i de Manlleu també es renova. Actualment el carrer viu una etapa d'estancament i convindria revitalitzar-lo
La casa núm. 73 potser va ser reformada pel constructor Joan Vilà el 1924. És evident que formaven edificis independents, l'origen dels quals segurament es remunta al segle xviii i van ser reformats a finals del segle xix o principis del xx.